# Пати Шнидер
Пати Шнидер (родена на 14 декември 1978 в Базел, Швейцария), е професионална тенисистка. Тя е част от играчите по турнирите на WTA Тур от средата на 90-те години на двадесети век до днес и е бивша номер 7. В кариерата си има няколко значителни победи над водачите в световната ранглиста.

## Кариера
През 1993 Пати Шнидер за първи път се изправя срещу съперничка на корта. Възползвайки от това си право, тя съчетава турнирите за девойки с тези от веригата на ITF и WTA Тур, но така и не записва наистина голям успех – записва само две победи от общо пет участия на турнири от Големия шлем, а най-високите позиции не предвещават бляскаво бъдеще – едва 130 е на сингъл и 189 на двойки. Единствената титла, която грабва, е от родна Швейцария – купата на местното международно първенство за девойки, където на финала побеждава Кара Блек.
При първото си участие на женски тенис-турнир, стига четвъртфинала в Бурдгорф, Германия. През следващите 3 години Пати завоюва и първите си титли – в Нитра и Прешов, Словакия, както и тази от Куреглиа, Швейцария – всичките от най-ниска категория ($10 000) и всичките през 1994. Загубени остават финалните мачове в Атина и Сочи през същата година ($25 000).
През 1995 прави първи опит в турнир от WTA Тур, след като получава „уайлд кард“ за участие, но губи първия си мач в квалификациите. През следващия сезон обаче, на същия турнир, получава правото да участва директно в основната схема на турнира и сътворява сензацията на първия кръг, след като отстранява 24-тата в света Ирина Спърля в три сета при първия си мач срещу състезател от топ 100 (и трети срещу играч от първите 200), но губи следващия срещу Мери Пиърс (№4 в света) във втория кръг.
1996 вече младата швейцарска тенисистка прави по-сериозни заявки за бъдещи успехи с първия си финал в Карлови Вари, където губи в три сета срещу Руксандра Драгомир. През същата година прави и дебюта си на турнирите от Големия шлем, но и на Уимбълдън, Ролан Гарос губи още в първия кръг, а на Аустрелиън оупън търпи поражение още в квалификациите. Междувременно достига и финалите от турнирите на ITF в Братислава и Мурсия ($75 000). 1997 е времето за четири победи над тенисистки от топ 10, най-голямата от които е над номер 4 в света по това време Ива Майоли във втория кръг в Порше Гран При. Най-голям успех през сезона е достигането на полуфинала на турнира в Рим, където губи от третата в схемата Кончита Мартинес веднага след победите си над шестата и втората поставена. На турнирите от Големия шлем най-далеч стига в Австралия – 1/16-финал, като още в първия кръг сломява съпротивата на номер 8 в света Ива Майоли. Веднага след приключването му прави и дебюта си в топ 50 – на 27 януари 1997.
1998 е времето, когато Шнидер взима половината от титлите в цялата си кариера – общо 5 и втората най-добра по този показател за сезона; според статистиката печели общо 56 мача (третата най-добра за сезона). На 10 август влиза и в челната десетица. Най-значима е титлата в Хановер – турнир от II категория, където побеждава две от петте най-добри тенисистки в света – Ива Майоли и Яна Новотна. От петте турнира от Големия шлем достига два четвъртфинала (на Ролан Гарос и Ю Ес Оупън), като побеждава общо три състезателки от топ 10 на кортовете в Париж, Лондон и Мелбърн. Класирането за годишния Шампионат на WTA Тур не се оказва чак толкова успешно – отпада още в първия кръг след мача си с бъдещата шампионка Мартина Хингис.
Следват 3 сезона с много проблеми не само на корта, но и извън него. През 1999 още в първата седмица на годината печели Голд Коуст, а малко по-късно достига и полуфинал в Хилтън Хед и четвъртфиналите в Амелия Айлънд, Берлин, Кайро и Сидни. Следващия сезон достига първия си финал от 18 месеца насам в Клагенфурт, а на откритото първенство на Австралия отстранява вицешампионката от предната година и настояща тогава номер 6 Амели Моресмо. През 2001 година, освен че печели титлата в Патая, достига и финалите във Виена и Голд Коуст.

### Началото на големите успехи (2002 – 2003)
Следва грандиозното завръщане в топ 20, напълно заслужено сред най-големия успех в цялата кариера на Пати Шнидер – титлата в Цюрих и така тя става едва петият непоставен носител на титла от първа категория от 22 години насам (преди нея – Лиза Бондер в Токио 1983, Серина Уилямс на Индиън Уелс 1999, Ива Майоли в Чарлстън 2002 и Магдалена Малеева в Москва 2002). По пътя си се справя с Хантухова на четвъртфинал след тайбрек в третия сет и Линдзи Дейвънпорт на финала, спасявайки мачбол във втория тайбрек във втория сет. Стига и до финал в Чарлстън, като по пътя си прегазва Дженифър Каприати (първа победа над настоящ номер 1), Амели Моресмо, Мери Пиърс и Серена Уилямс за да достигне до първия в историята финал на турнир от първа категория между две непоставени състезателки. Стига полуфинал в Антверпен, Белгия, както и 6 други четвъртфинала. Отново се класира за шампионата на WTA, но губи още в първия кръг след мача си с Уилямс. На двойки записва успех в Антверпен с Магдалена Малеева.
Следващата година макар да не достига до титла на сингъл, на двойки стига до трофея в Париж и финала в Бол, съответно с партньор Шет и Галярди. На сингъл стига до полуфинала в Голд Коуст, Сопот и Линц (преборва деветата в света Анастасия Мискина) и четвъртфинали в Антверпен, Амелия Айлънд, Лайпциг (след като се справя с Хантухова след 5 – 2 в третия сет) и Цюрих (побеждава номер 7 в света Моресмо). В Австралия и Франция стига до четвъртия кръг (1/16-финал), като в Париж губи от бъдещата шампионка Енен-Арден след 3-сетова борба.

### 2004 и 2005
През този сезон, Пати Шнидер играе полуфинал в турнир от Големия шлем – в първия за сезона се справя дванайсетата в света Суарес, Деши и Реймънд – все в 2 сета, но отпада след 2 – 6 5 – 7 от Ким Клайстерс. Достига до полуфиналите в Чарлстън (справя се със съпротивата на Дементиева и Дейвънпорт в 2 сета, но губи от Мартинес), Бирмингам (отпада след борба с евентуалния шампион Шарапова) и Цюрих (отново губи от бъдещия шампион Молик). Четвъртфинали в Антверпен (отказва се по време на мача с Фарина-Елиа след разтежение на дясното бедро) и Станфорд (губи от Фрейзър, а в САЩ стига до 1/16-финал след борба с Уилямс. Част е от швейцарския отбор за Фед къп, който губи от Испания след 3 – 2 в първия кръг на елиминаците. Представя Швейцария и на Олимпийските игри в Атина, където достига до 3 кръг на сингъл и 2 кръг на двойки (с Казанова. На двойки печели отново турнира в Париж с Шет, като успяват да достигнат и полуфинал в САЩ. Измъчена от множество контузии, Пати се оказва принудена да се откаже във втория кръг в Голд Коуст поради изкълчена дясна китка, разтежение на рамото на четвъртфинала в Берлин и втория кръг на турнира в Рим.
2005 е първата година, в която Шнидер за първи път успява да завърши сезона сред първите 10, като през всичките седмици на корта достига поне до четвъртфинал на 15 турнира, на два от които успява да завоюва титлата. През януари получава короната на Голд Коуст след ожесточена борба с местната любимка Саманта Стосър при 7 – 5 в третия сет. През юли грабва десетата си (и последна) титла в Синсинати след битка с Моригами на финала. Достига третия в кариерата си финал на турнир от първа категория в Рим (справя се с номер 2 Шарапова на полуфинала като така ѝ попречва да стане номер 1 в света от следващия понеделник, губи след 2 – 6 6 – 3 6 – 4 на финала от французойката Амели Моресмо). Достига и още един финал на турнир от първа категория в Цюрих, но губи след 7 – 6(5) 6 – 3 в борбата с Линдзи Дейвънпорт след като стига до цели 3 възможности за спечелване на първия сет. Стига и до още един загубен финал в Линц – след 4 – 6 6 – 3 6 – 1 срещу Надя Петрова. Достигането на полуфинал става цели пет пъти – в Дубай (елиминира номер 5 Мискина на четвъртфинала, не позволявайки ѝ да реализира мачбол; губи в следвщия кръг от номер 1 в света Линдзи Дейвънпорт в три сета), Чарлстън (губи от Дементиева в 3 сета; след турнира успява да прекрачи прага от $4 000 000 спечелени от наградни фондове), Берлин (справя се с Кузнецова на четвъртфинала, но не и с бъдещата шампионка Енен-Арден), Станфорд (губи от Винъс Уилямс 2 – 6 7 – 6(4) 6 – 2) след като не успява да реализира 5 мачбола във втория сет) и Бали (отказва се след 2 разменени сета със Скиавоне и висока темепература); отново 5 пъти четвъртфинал, включително Аустрелиън Оупън (поставена под номер 12, справя се с шестата в схемата Дементиева след 6 – 7(6) 7 – 6(4) 6 – 2 на шестнайсетинафиналите като успява да спаси втория сет след като го губи 4 – 0; губи от 19-ата в схемата Деши след 7 – 5 в третия сет); на другите Големи шлемове достига 4 кръг на Ролан Гарос (като номер 8 в схемата, губи от номер 21 в схемата и евентуален подгластник на титлата Мери Пиърс след 6 – 1 1 – 6 6 – 4 и спасявайки цели 10 мачбола преди да се предаде окончателно), 1 кръг в Уимбълдън (като номер 10 на турнира, отстранена от Антонела Сера-Занети; това е петият ѝ провал в първия кръг от 10 изяви в Лондон) и 4 кръг на Ю Ес Оупън (като 11-ата на корта, губи от шестата и подгласничка на титлата от предната година Дементиева). Отново се класира за шампионата на WTA в края на сезона (7 позиция), но не успява да мине към полуфиналите след 1 – 2 в груповата фаза (губи от Дейвънпорт и Шарапова, но побеждава Петрова – първата и победа в третото ѝ участие на турнира). Равносметката за сезона показва, че е третата най-много побеждавала тенисистка с 58 победи (повече имат само Клайстърс – 67 – и Дейвънпорт – 60). В ранглистата позицията и е около десетото място – започва като номер 14, връща се в десетката на 16 май след турнира в Рим, изкачва се до 8 място на 31 октомври след Линц и след повече от 6 и половина година стига върхът в кариерата си (и) – номер 7. На двойки достига поне до четвъртфинал 8 пъти, като включим и второто място в Амелия Айлънд (с Пешке), полуфинал на Ролан Гарос (с Морариу) и четвъртфинал на Ю Ес Оупън (отново с Морариу). Отказва се от турнирите в Токио и Филаделфия след контузии в китката.

### След 2006 г.
2006 също се оказва успешна за Шнидер – за втора поредна година тя завършва в първите 10 в един изключително напрегнат сезон, достигайки поне до четвъртфинал на 15 от 25 турнира; губи два финала – на първостепенния турнир в Чарлстън (като 3-та в схемата, на полуфинала се справя с първата поставена Жюстин Енен-Арден за първи път от седем срещи преди това, губи от номер 2 Надя Петрова след три сета; победата над Енен-Арден е единадесетата победа на играч от топ 5 в света) и в Станфорд (II категория, като номер 2 в схемата, губи от 1-вата в схемата Клейстерс)като по този начин се изранява баланса между спечелени и загубени финали (10 – 10), 1 – 4 на турнирите от I категория; шест пъти полуфиналист – в Париж (килим, закрит, преборва номер 8 в света Дементиева, но губи от Пиърс), Синсинати (като топпоставена и защитаваща титлата си, губи от 4-тата в схемата Среботник след битка 4 – 6 6 – 3 7 – 6 (6), успява да преодолее изоставане от 1 – 4 в третия сет и да извоюва мачбол в тайбрека; за първи път от 10 защитавани титли достига полуфинал), Сан Диего (справя се с номер 8 Дементиева, но губи от евентуалната шампионка Шарапова), Бали (губи от Бартоли), Щутгарт (губи след трисетов трилър от Татяна Головен и Линц (губи от евентуалната шампионка Шарапова, която по този начин и попречва да стигне до шампионата на WTA. Седем пъти достига четвъртфинал – в Голд Коуст (като номер 1 и защитаваща титлата си, елиминирана от Шафаржова), Откритото първенство на Австралия (като номер 7 в схемата, справя се с 12-ата поставена Мискина, остстранена от номер 3 и бъдещ шампиона Моресмо), Антверпен (губи от отново от Моресмо), Амелия Айлънд (губи от Кузнецова, Берлин (като номер 4, победена от На Ли след 2 – 6 7 – 6(3) 7 – 6(1), след като повежда с 4 – 1 и пропилява три мачбола във втория сет и преднина от 5 – 2 в третия), Люксембург (губи от Скиавоне) и Москва (губи от [[Елена Дементиева|Дементиева). На Ролан Гарос и Ю Ес Оупън достига до 4-тия кръг след загуби съответно от Винъс Уилямс в три сета и Линдзи Дейвънпорт, а на Уимбълдън отпада едва във втория кръг след битка с квалификантка, но и бъдещ четвъртфиналист Северин Бремонд. На два пъти отпада още в първия кръг на турнирите през годината. Завършва като номер 9 в ранглистата и остава първа резерва за шампионата на WTA.
През годината записва 400-тния си мач в третия кръг на Ролан Гарос справяйки се с Вакуленко; за първи път остава в световната десетка през целия сезон, започвайки като номер 7, пропадайки до 8-ата позиция през януари и прекарвайки остатъка от годината между 8 и 10. След турнира в Маями най-накрая преминава границата от $5 000 000 от наградни фондове. Отказва се през годината от четвъртия си мач в Маями след проблеми в глезена, от Монреал след нараняване на крака и от Хазелт с причина преумора.
През тази година Пати не е толкова убедителна колкото предишните сезони. Губи едва във втория кръг на турнира в Сидни, макар да е седмата най-добра в турнира, но се оказва твърде трудно да преодолее Шахар Пеер, а малко по-късно и от Анна Чакветадзе в Мелбърн. Най-доброто ѝ представяне в сезона е финала в Сан Диего през юли, като по пътя си се справя със седмата, четвъртата и деветата в схемата – Хингис, Петрова и Дементиева. Губи след 3 сета от номер 2 в света и 1 в схемата Мария Шарапова, а победата над другата рускиня Надя Петрова се оказва втората победа над състезател от топ 10 за годината. В Рим достига полуфинал (като номер 14 в схемата, справя се със Серена Уилямс на четвъртфинала, но не и с третата в схемата и евентуална шампионка Йелена Янкович). Записва няколко четвъртфинала – през февруари в Доха (губи от бъдещата шампионка Енен-Арден след 3 – 6 6 – 4 7 – 5 при преднина от 5 – 3 в третия сет и мачбол при 5 – 4), а малко по-рано и в Дубай, където търпи поражение от третата в схемата Кузнецова, Берлин (справяйки се със седмата в света Хингис, но губи от бъдещата шампионка Иванович. На Ролан Гарос малко не ѝ достига да се справи с втората в света Мария Шарапова след 3 – 6 6 – 4 9 – 7, пропилявайки 2 мачбола в третия сет, а на Уимбълдън прави най-доброто представяне в кариерата си, достигайки 4-ти кръг (губи от номер 1 в света Жюстин Енен-Арден). През март и април се проваля в Маями, Амелия Айлънд и Чарлстън, губейки при първото си представяне на турнирите във втория кръг (като поставена под номер 11, 4 и 6 получава правото да пропусне мачовете от първия кръг).

#### Класиране в ранглистата в края на годината
| Година | Сингъл | Година | Сингъл |
| 1994   | 786    | 2000   | 25     |
| 1995   | 152    | 2001   | 37     |
| 1996   | 58     | 2002   | 15     |
| 1997   | 26     | 2003   | 23     |
| 1998   | 11     | 2004   | 14     |
| 1999   | 21     | 2005   | 7      |
| 2006   | 9      | 2007   | 16 *   |

- до 13 август 2007

| Година | Двойки | Година | Двойки |
| 1994   | -      | 2000   | 46     |
| 1995   | -      | 2001   | 77     |
| 1996   | -      | 2002   | 56     |
| 1997   | 59     | 2003   | 40     |
| 1998   | 29     | 2004   | 18     |
| 1999   | 41     | 2005   | 32     |
| 2006   | -      | 2007   | 139 *  |

- до 13 август 2007

## Финали в турнирите на WTA Тур

### Титли на сингъл (10)
| титла № | дата             | турнир         | настилка        | противник на финала | резултат          |
| 01.     | 18 януари 1998   | Хобарт         | твърда (открит) | Доминик ван Роост   | 6 – 3 6 – 2       |
| 02.     | 22 февруари 1998 | Хановер        | килим           | Яна Новотна         | 6 – 0 3 – 6 7 – 5 |
| 03.     | 24 май 1998      | Мадрид         | клей (закрит)   | Доминик ван Роост   | 3 – 6 6 – 4 6 – 0 |
| 04.     | 12 юли 1998      | Мария Ланковиц | клей            | Гала Леон Гарсия    | 6 – 2 4 – 6 6 – 3 |
| 05.     | 19 юли 1998      | Палермо        | клей (открит)   | Барбара Шет         | 6 – 1 5 – 7 6 – 2 |
| 06.     | 10 януари 1999   | Голд Коуст     | твърда (открит) | Мери Пиърс          | 4 – 6 7 – 6 6 – 2 |
| 07.     | 11 ноември 2001  | Патая Сити     | твърда          | Хенриета Надьова    | 6 – 0 6 – 4       |
| 08.     | 20 октомври 2002 | Цюрих          | килим           | Линдзи Дейвънпорт   | 6 – 7 7 – 6 6 – 3 |
| 09.     | 8 януари 2005    | Голд Коуст     | твърда (открит) | Саманта Стосър      | 1 – 6 6 – 3 7 – 5 |
| 10.     | 24 юли 2005      | Синсинати      | твърда (открит) | Акико Моригами      | 6 – 4 6 – 0       |

| легенда              |
| Голям шлем (0)       |
| Шампионат на WTA (0) |
| I категория (1)      |
| II категория (1)     |
| III категория (4)    |
| IV-V категория (4)   |

### Титли на двойки (4)
| титла № | дата             | турнир            | настилка       | партньор          | противници на финала                  | резултат          |
| 01.     | 3 май 1998       | Хамбург, Германия | клей           | Барбара Шет       | Мартина Хингис Яна Новотна            | 7 – 6 3 – 6 6 – 3 |
| 02.     | 17 февруари 2002 | Антверпен, Белгия | килим (закрит) | Магдалена Малеева | Натали Деши Мейлин Ту                 | 6 – 3 6 – 7 6 – 3 |
| 03.     | 9 февруари 2003  | Париж, Франция    | килим (закрит) | Барбара Шет       | Марион Бартоли Стефани-Коен Алоро     | 2 – 6 6 – 2 7 – 6 |
| 04.     | 15 февруари 2004 | Париж, Франция    | килим (закрит) | Барбара Шет       | Силвия Фарина Елия Франческа Скиавоне | 3 – 6 2 – 6       |

### Финалист на сингъл (11)
| титла № | дата              | турнир                         | настилка        | противник на финала | резултат          |
| 01.     | 15 септември 1996 | Карлови Вари, Чехия            | клей (открит)   | Руксандра Драгомир  | 2 – 6 6 – 3 4 – 6 |
| 02.     | 4 октомври 1998   | Купа на Големия шлем, Германия | твърда (закрит) | Винъс Уилямс        | 2 – 6 6 – 3 2 – 6 |
| 03.     | 16 юли 2000       | Клагенфурт, Австрия            | клей (открит)   | Барбара Шет         | 7 – 5 4 – 6 4 – 6 |
| 04.     | 21 април 2002     | Чарлстън, САЩ                  | клей (открит)   | Ива Майоли          | 6 – 7(5) 4 – 6    |
| 05.     | 15 май 2005       | Рим, Италия                    | клей (открит)   | Амели Моресмо       | 6 – 2 3 – 6 4 – 6 |
| 06.     | 23 октомври 2005  | Цюрих, Швейцария               | твърда (закрит) | Линдзи Дейвънпорт   | 6 – 7(5) 3 – 6    |
| 07.     | 30 октомври 2005  | Линц, Австрия                  | твърда (закрит) | Надя Петрова        | 6 – 4 3 – 6 1 – 6 |
| 08.     | 30 юли 2005       | Станфорд, САЩ                  | твърда (открит) | Ким Клайстърс       | 4 – 6 2 – 6       |
| 09.     | 16 април 2006     | Чарлстън                       | клей (открит)   | Надя Петрова        | 3 – 6 6 – 4 1 – 6 |
| 10.     | 5 август 2007     | Сан Диего, САЩ                 | твърд (открит)  | Мария Шарапова      | 2 – 6 6 – 3 0 – 6 |
| 11.     | 28 октомври 2007  | Линц, Австрия                  | твърда (закрит) | Даниела Хантухова   | 4 – 6 2 – 6       |

### Финалист на двойки (7)
| титла № | дата             | турнир              | настилка        | партньор         | противници на финала             | резултат                |
| 01.     | 12 април 1998    | Амелия Айлънд, САЩ  | клей (открит)   | Барбара Шет      | Сандра Кейсик Мери Пиърс         | 6 – 7(5) 6 – 4 6 – 7(5) |
| 02.     | 19 юли 1998      | Палермо, Италия     | твърда (закрит) | Барбара Шет      | Елена Пампулова Павлина Стоянова | 4 – 6 2 – 6             |
| 03.     | 4 април 1999     | Хилтън Хед, САЩ     | клей (открит)   | Барбара Шет      | Елена Лиховцева Яна Новотна      | 1 – 6 4 – 6             |
| 04.     | 16 юли 2000      | Клагенфурт, Австрия | клей (открит)   | Барбара Шет      | Лаура Монталво Паола Суарес      | 6 – 7 (5) 1 – 6         |
| 05.     | 28 октомври 2001 | Люксембург          | твърда (закрит) | Бианка Ламаде    | Елена Бовина Даниела Хантухова   | 3 – 6 3 – 6             |
| 06.     | 4 май 2003       | Хърватия            | клей (открит)   | Емануел Галиарди | Петра Мандула Патриция Вартуш    | 3 – 6 2 – 6             |
| 07.     | 12 април 2004    | Линц, Австрия       | твърда (закрит) | Натали Деши      | Жанет Хусарова Елена Лиховцева   | 2 – 6 5 – 7             |

## Представяне на турнирите на сингъл през годините
За да се предотврати двойно отичтане на резултатите, информацията в тази таблица се отчита само когато участието на участника в турнира е завършило. Последното събитие, отчетено в таблицата е Купа Кремъл '07, което ще приключи на 14 октомври 2007.
| Турнир                     | 1995  | 1996  | 1997  | 1998   | 1999  | 2000  | 2001  | 2002  | 2003  | 2004   | 2005   | 2006   | 2007  | СО през цялата кариерата | Победи-загуби през цялата кариера |
| -------------------------- | ----- | ----- | ----- | ------ | ----- | ----- | ----- | ----- | ----- | ------ | ------ | ------ | ----- | ------------------------ | --------------------------------- |
| Аустрелиън Оупън           | НУ    | НУ    | 4К    | 4К     | 2К    | 4К    | 1К    | 1К    | 4К    | ПФ     | ЧФ     | ЧФ     | 4К    | 0 / 11                   | 29 – 11                           |
| Ролан Гарос                | НУ    | 1К    | 3К    | ЧФ     | 3К    | 1К    | 2К    | 4К    | 4К    | 2К     | 4К     | 4К     | 4К    | 0 / 12                   | 25 – 12                           |
| Уимбълдън                  | НУ    | 1К    | 1К    | 2К     | 1К    | 2К    | 3К    | 2К    | 1К    | 2К     | 1К     | 2К     | 4К    | 0 / 11                   | 10 – 12                           |
| Ю Ес Оупън                 | НУ    | НУ    | 3К    | ЧФ     | 3К    | 2К    | 2К    | 3К    | 2К    | 4К     | 4К     | 4К     | 3К    | 0 / 11                   | 24 – 11                           |
| Голям шлем победи-загуби   | 0 – 0 | 0 – 2 | 7 – 4 | 12 – 4 | 5 – 4 | 5 – 4 | 4 – 4 | 6 – 4 | 7 – 4 | 10 – 4 | 10 – 4 | 11 – 4 | 9 – 3 | -                        | 83 – 44                           |
| Шампионат на WTA Тур       | НУ    | НУ    | НУ    | 1К     | НУ    | НУ    | НУ    | 1К    | НУ    | НУ     | Гф     | НУ     |       | 0 / 3                    | 1 – 4                             |
| Токио                      | НУ    | НУ    | НУ    | НУ     | НУ    | НУ    | НУ    | НУ    | НУ    | НУ     | НУ     | НУ     | НУ    | 0 / 0                    | 0 – 0                             |
| Индиън Уелс                | НУ    | НУ    | НУ    | НУ     | 3К    | 3К    | 2К    | 2К    | НУ    | НУ     | НУ     | НУ     | НУ    | 0 / 4                    | 3 – 4                             |
| Маями                      | НУ    | НУ    | 2К    | 4К     | 4К    | 3К    | 2К    | 2К    | НУ    | НУ     | 3К     | 4К     | 2К    | 0 / 9                    | 9 – 8                             |
| Чарлстън                   | НУ    | НУ    | 2К    | ЧФ     | ПФ    | 3К    | 1К    | Ф     | 2К    | ПФ     | ПФ     | Ф      | 2К    | 0 / 11                   | 25 – 11                           |
| Берлин                     | НУ    | НУ    | 1К    | 1К     | ЧФ    | 1К    | 3К    | НУ    | 3К    | 3К     | ПФ     | ЧФ     | ЧФ    | 0 / 10                   | 16 – 9                            |
| Рим                        | НУ    | НУ    | ПФ    | 1К     | 3К    | 1К    | 2К    | 2К    | 3К    | 2К     | Ф      | 3К     | ПФ    | 0 / 11                   | 18 – 11                           |
| Сан Диего1                 | НУ    | НУ    | НУ    | НУ     | 1K    | НУ    | НУ    | НУ    | НУ    | 1К     | ЧФ     | ПФ     | Ф     | 0 / 4                    | 10 – 5                            |
| Монреал/Торонто            | НУ    | НУ    | НУ    | 1К     | 1К    | 2К    | НУ    | 2К    | НУ    | НУ     | НУ     | НУ     | 3К    | 0 / 5                    | 4 – 5                             |
| Москва                     | НУ    | 2К    | 2К    | 2К     | 1К    | 2К    | НУ    | НУ    | 1К    | 1К     | 2К     | ЧФ     | 2К    | 0 / 10                   | 7 – 10                            |
| Цюрих                      | 2К    | 1К    | 1К    | 2К     | 2К    | 1К    | 1К    | Т     | ЧФ    | ПФ     | Ф      | 1К     |       | 1 / 12                   | 17 – 12                           |
| Спечелени турнири          | 0     | 0     | 0     | 5      | 1     | 0     | 1     | 1     | 0     | 0      | 2      | 0      |       | -                        | 10                                |
| Класиране в края на сезона | 152   | 58    | 26    | 11     | 21    | 25    | 37    | 15    | 23    | 14     | 7      | 9      |       | -                        | -                                 |

- НУ = не участва в турнира
- Т = титла
- Ф = финал
- ПФ = полуфинал
- ЧФ = четвъртфинал
- 1К,2К,3К... = съответния кръг от надпреварата
- Гф = Групова фаза
- – = неясна все още информация поради продължаваща активна кариера
- СО = равносметка между броя на спечелените турнири и общо участията
- 1 Турнирът в Сан Диего придобива статут на I категория през 2004

## Блиц
- ...треньор ѝ е Райнер Хофман, специалист по информатика, за когото се омъжва на 5 декември 2003 в балнеологичния курорт Баден-Баден в Германия...
- ...преди това с напътствия за по-добра игра ѝ помага Хуберт Чудури...
- ...грижи се за две котета – Мистър и Гизмо...
- ...обожава Австралия и би се преместила там след като прекрати тенис-кариерата си...
- ...живее на брега на Цюрихското езеро и си прекарва отлично когато го кръстосва с моторната си лодка, защото това, според нея, е най-добрия начин за почивка...
- ...в свободното си време, когато не на брега на езерото, чете или гледа DVD-филми...
- ...освен тениса и се удават ските, билярда, голфа, футбола, а и дори електронните спортове...
- ...любимата ѝ книга е биографията на Нелсън Мандела...
- ...възхищава се от работата на Жан Циглер (швейцарски защитник на човешките права в ООН) и Майкъл Мур...
- ...заедно със съпруга си подготвя автобиографична книга, наречена „Бялата миля“, която е запланувана да бъде издадена за 2007 година...

## Приходи от наградни фондове
| Година           | Титли от Голям шлем | Титли от WTA Тур | Общо титли | Приходи ($)                                                   | Класиране в класацията                                 |
| ---------------- | ------------------- | ---------------- | ---------- | ------------------------------------------------------------- | ------------------------------------------------------ |
| 1998             | 0                   | 5                | 5          | 942,828 Архив на оригинала от 2018-12-15 в Wayback Machine.   | 9 Архив на оригинала от 2018-12-15 в Wayback Machine.  |
| 1999             | 0                   | 1                | 1          | 336,597 Архив на оригинала от 2018-12-15 в Wayback Machine.   | 26 Архив на оригинала от 2018-12-15 в Wayback Machine. |
| 2000             | 0                   | 0                | 0          | 263,318 Архив на оригинала от 2018-12-15 в Wayback Machine.   | 32 Архив на оригинала от 2018-12-15 в Wayback Machine. |
| 2001             | 0                   | 1                | 1          | 224,206 Архив на оригинала от 2018-12-15 в Wayback Machine.   | 43 Архив на оригинала от 2018-12-15 в Wayback Machine. |
| 2002             | 0                   | 1                | 1          | 591,565 Архив на оригинала от 2018-12-15 в Wayback Machine.   | 18 Архив на оригинала от 2018-12-15 в Wayback Machine. |
| 2003             | 0                   | 2                | 2          | 396,576 Архив на оригинала от 2018-12-15 в Wayback Machine.   | 28 Архив на оригинала от 2018-12-15 в Wayback Machine. |
| 2004             | 0                   | 0                | 0          | 632,194 Архив на оригинала от 2018-12-15 в Wayback Machine.   | 20 Архив на оригинала от 2018-12-15 в Wayback Machine. |
| 2005             | 0                   | 2                | 2          | 1 101 693 Архив на оригинала от 2018-12-15 в Wayback Machine. | 11 Архив на оригинала от 2018-12-15 в Wayback Machine. |
| 2006             | 0                   | 0                | 0          | 883,685 Архив на оригинала от 2018-01-10 в Wayback Machine.   | 10 Архив на оригинала от 2018-01-10 в Wayback Machine. |
| 2007             |                     |                  |            |                                                               |                                                        |
| В цялата кариера | 0                   | 10               | 10         | 6 299 973 Архив на оригинала от 2018-12-15 в Wayback Machine. | 26 Архив на оригинала от 2018-12-15 в Wayback Machine. |